# Лупиніс Анатолій Іванович
Анато́лій (Анатоль) Іванович Лупині́с (нар. 21 липня 1937, Новоолександрівка, Донецька область — пом. 5 лютого 2000, Київ) — український політичний та громадський діяч, поет, дисидент-політв'язень радянських таборів та психлікарень, член-засновник УНА-УНСО.

## Життєпис

### Ранні роки
Народився 21 липня 1937 року у селі Новоолександрівка (нині Покровського району Донецької області). Батьки були репресовані та заслані до Анжеро-Судженського табору, звідки втекли на Донеччину. Після німецько-радянської війни родина переїхала у с. Сатанівка Монастирищенського району Черкаської області.
У 1954 році закінчив із золотою медаллю середню школу у м. Монастирище Черкаська область. Ще в школі спробував писати політичні статті «Радянська влада і демократія», «Рівноправність жінок». Після школи вступив на фізичний факультет Київського державного університету імені Тараса Шевченка (спеціальність астрономія).

### Перший арешт та ув'язнення в радянських концтаборах
У 1956 році 19-річний студент Анатолій Лупиніс вийшов на демонстрацію проти введення радянських військ у Будапешт. У руках тримав плакат: «Руки геть від вільної Угорщини!». У жовтні 1956 року був заарештований за участь у студентських виступах й засуджений Київським судом до шести років ув'язнення у таборах.
У 1957 році, як член страйкового комітету, за участь у страйку в 7 Мордовському таборі засуджений до 10 років в'язниці за «антирадянську агітацію та пропаганду, організацію контрреволюційного саботажу». Покарання відбував у Володимирській закритій тюрмі та у спецтаборі особливого суворого режиму № 10. У Володимирській в'язниці захворів на поліневрит, що привело до парапарезу ніг. Із тюрми був переведений у 10-й Мордовський табір (особливий режим), але більшість часу знаходився у лікарні 3-го Мордовського табору. Пізніше були діагностовані виразкова хвороба шлунка, дистрофія міокарда, сечокам'яна хвороба, хвороба печінки.
У 1967 році Анатолій Лупиніс вийшов з тюрми. ВТЕК призначив йому пожиттєво першу групу інвалідності. Через два роки лікування зміг рухатися за допомогою милиць.

### Після першого ув'язнення
Подав документи на філософський факультет Київського державного університету імені Тараса Шевченка. Декан факультету перенаправив документи абітурієнта на перевірку до заступника голови партійного контролю при ЦК КПУ, який відмовив у вступі і порадив спершу піти попрацювати на завод, а вже потім вступати до вишу.
У грудні 1969 року Анатолій Лупиніс вступив на заочне відділення економічного факультету Української сільськогосподарської академії. У 1970 році, після тривалого лікування, став ходити без милиць і почав працювати на посаді адміністратора Київського концертно-хорового товариства.

### Другий арешт. У лабетах радянської репресивної психіатрії
22 травня 1971 року Анатолія Лупиноса було заарештовано за виступ біля пам'ятника Тарасові Шевченкові в Києві у день вшанування пам'яті Кобзаря (прочитав власного вірша про долю України «Покритка» («Я бачив, як безчестили матір…»)).
Експертна комісія Київської міської психіатричної лікарні № 1 імені І.П.Павлова визнала його нормальним, а в НДІ загальної та судової психіатрії імені В.П.Сербського група лікарів під керівництвом Д.Р.Лунца — божевільним. У грудні відбувся суд, але після появи Андрія Сахарова, Івана Світличного та Леоніда Плюща засідання скасували, а через три дні Анатолія Лупиноса відправили на примусове лікування до Дніпропетровської спеціалізованої психіатричної лікарні.
З 1976 року направлений на лікування до Алма-Атинської психіатричної лікарні. З травня 1979 року перебував у Черкаській обласній психіатричній лікарні у м. Сміла Черкаська область. У 1978 році переведений у Київську міську психіатричну лікарню №1 імені І.П.Павлова загального типу. У червні 1980 року знову направлений у Дніпропетровську спеціалізовану психіатричну лікарню, проте — через неправильне оформлення документів — повернений до м. Сміла.

### Після другого ув'язнення
У 1983 році вийшов на волю з абсолютно підірваним здоров'ям (був ув'язнений 12 років). Реабілітований 12 серпня 1992 року. У 1983—1991 роках був одним із лідерів дисидентського руху в Україні.
Ініціатор створення асоціації «Зелений світ», українського Товариства «Меморіал», член ініціативної групи зі створення Народного руху України, Української Гельсінської Групи.
Після звільнення знову почав підпільну антирадянську діяльність. У 1990 році організував реєстрацію людей, що вважають себе громадянами окупованої Української народної республіки. За кілька місяців зареєструвалися більше мільйона осіб, і це стало фактично першим референдумом за незалежність України. Проголошення незалежності України зустрів у в'язниці, куди його кинули влітку 1991 року за організацію мітингів протесту проти підписання нового союзного договору.
Один із ініціаторів створення Української Міжпартійної Асамблеї, котру — за його ініціативи — було перетворено спочатку на Українську Національну Асамблею, а пізніше на УНА-УНСО. Разом із побратимами пройшов усі «гарячі точки»: Чечня, Грузія, Абхазія, Придністров'я.

Могила Анатолія Лупиноса, Байкове кладовище

Помер на 63-му році життя 5 лютого 2000 року. Похований на Байковому кладовищі у Києві, поряд із побратимами з УНА-УНСО (ділянка № 49а, 50°25′0.82″ пн. ш. 30°30′5.88″ сх. д. / 50.4168944° пн. ш. 30.5016333° сх. д.).

## Родина
Дружина — Ольга Лупиніс.
Сини Анатолія Лупиноса — також члени УНА-УНСО Микола та Іван — продовжили справу легендарного батька. Від початку російсько-української війни вони стали на захист незалежної України в складі піхотних підрозділів ЗСУ.
4 вересня 2024 стало відомо, що 24 серпня 2024 при обороні Часового Яру від важких поранень загинув сержант Микола Лупиніс — військовослужбовець ЗСУ, активіст УНА-УНСО, син Анатолія Лупиноса .

## Твори
- Ординський період закінчився // За Вільну Україну. — 1994;
- Анатоль Лупиніс, поет та національний революціонер. — Львів, 2003.
- Бунт має рацію. — Чернігів, 2004.
- Анатолій Лупиніс. Ґуру Вільних Радикалів. — Київ: Zалізний тато, 2021. ISBN978-617-95054-3-0

## Вшанування пам'яті
- На честь Анатолія Лупиноса названі вулиці у містах Київ, Конотоп, Львів, Покровськ та Черкаси.
- 2 лютого 2004 року на фасаді будинку на вул. Генерала Чупринки у Львові відкрито меморіальну таблицю на честь Анатолія Лупиноса[8].
- Документальний фільм Олександра Муратова «Славний лицар Українського опору».
- У 2020 році було засновано Національний конкурс малих літературних форм імені А. Лупиноса[9].